# Paul Bosvelt

Paul Bosvelt (né le 26 mars 1970 à Doetinchem aux Pays-Bas) est un footballeur international néerlandais qui évoluait au poste de milieu de terrain avant de devenir ensuite entraîneur.

## Biographie

### Carrière de joueur
Formé à Go Ahead Eagles, il est issu d'une famille très conservatrice.
Il a arrêté sa carrière en 2007 en quittant son club de Heerenveen.
Il a été 24 fois international néerlandais lorsqu'il jouait au Feyenoord et à Manchester City.

## Palmarès
Feyenoord Rotterdam
| - Championnat des Pays-Bas (1) : - Champion : 1998-99. - Vice-champion : 2000-01. - Coupe des Pays-Bas : - Finaliste : 2002-03. - Supercoupe des Pays-Bas (1) : - Vainqueur : 1999. |  | - Coupe de l'UEFA (1) : - Vainqueur : 2001-02. - Supercoupe d'Europe : - Finaliste : 2002 |